# Brandfördernde Stoffe

Warnzeichen nach ISO 7010
GHS-Symbol
Gefahrgutklasse 5.1 Entzündend (oxidierend) wirkende Stoffe
Brandfördernd Gefahrensymbol O veraltete EU-Kennzeichnung

Brandfördernde Stoffe unterstützen eine Verbrennung, sind aber selbst nicht brennbar. Sie werden als Gefahrstoffe mit dem Symbol „Brandfördernd“ gekennzeichnet und gehören als Gefahrgut zur ADR-Klasse 5.1 „Entzündend (oxidierend) wirkende Stoffe“.
Beispiele: Sauerstoff, sauerstoffreiche beziehungsweise Sauerstoff abgebenden Verbindungen wie z. B. Kaliumchlorat sowie Peroxide. 
Ihre Wirkung und beruht unter Umständen auch darauf, dass der für die Verbrennungen nötigen Sauerstoff im Stoff selbst gebunden ist, so das eine Verbrennung auch dann starten bzw.  Voranschreiten kann selbst wenn kein Luftsauerstoff vorhanden ist. Das ist beim Feuerlöschen von Bedeutung, weil viele übliche Löschmethoden (Schaum, Kohlenstoffdioxid, Wassernebel, Sand) neben der Temperaturernidrigung darauf abzielen, den Luftsauerstoff auszuschließen bzw. zu verdrängen.  
Siehe auch: Metallbrand
Das Gefahrensymbol O dient auf Behältnissen zur Markierung brandfördernder Stoffe, auf Transportfahrzeugen verwendet man den Gefahrenzettel der Klasse 5.1. Bei einem Unglücksfall können die eintreffenden Rettungskräfte angemessen reagieren. Ersthelfer sollten beim Absetzen eines Notrufs die Einsatzleitstelle auf dieses Gefahrensymbol hinweisen.